# Uniwersytet Florencki
Uniwersytet Florencki (wł. Università degli Studi di Firenze, UNIFI) – włoska państwowa uczelnia z siedzibą we Florencji.
Uczelnia została założona w 1321 roku jako Studium generale w Republice Florenckiej. Wykładano na niej prawo cywilne i kanoniczne, nauki humanistyczne i medycynę. W 1349 roku papież Klemens VI przyznał szkole prawo do nadawania stopni naukowych. 
W 1472 roku Wawrzyniec Wspaniały przeniósł uczelnię do Pizy, do Florencji przywrócił ją Karol VIII Walezjusz.
W 1859 roku szkoła przyjęła nazwę Istituto di Studi Pratici e di Perfezionamento. Oficjalnie miano uniwersytetu nadał jej włoski parlament w 1923 roku.